# توني تايلور (لاعب كرة قدم)
توني تايلور (بالإنجليزية: Tony Taylor)‏ (6 سبتمبر 1946 بغلاسكو في المملكة المتحدة - ) هو مدرب كرة قدم ومدير ولاعب كرة قدم بريطاني في مركز الدفاع. لعب مع سويندون تاون وكريستال بالاس ونادي بريستول روفيرز ونادي بورتسموث ونادي ساوثيند يونايتد ونادي سلتيك ونادي كيلمارنوك ونادي نورثامبتون تاون وهاميلتون أكاديميكال ونادي ألبيون روفرز ونادي غرينوك مورتون.

## وصلات خارجية
- توني تايلور على موقع قاعدة بيانات كرة القدم.إي يو (الإنجليزية)